# موآپا ولی (نوادا)
موآپا ولی، نوادا (به انگلیسی: Moapa Valley, Nevada) یک سکونتگاه مسکونی در ایالات متحده آمریکا است که در نوادا واقع شده‌است.

## خصوصیات
موآپا ولی ۱۱۳٫۲ کیلومترمربع مساحت و ۶٬۹۲۴ نفر جمعیت دارد و ۴۰۷ متر بالاتر از سطح دریا واقع شده‌است.